# 沢田大塚古墳
沢田大塚古墳（さわだおおつかこふん）は、岡山県岡山市中区沢田にある古墳。形状は円墳。操山古墳群を構成する古墳の1つ。史跡指定はされていない。

## 概要
岡山県南部、岡山市街地中心部から東方の独立山塊である操山山塊の北側尾根上に築造された古墳である。古くから石室の開口が知られ、現在は内部に石仏が祀られる。
墳形は円形で、直径16メートル（または25メートル）を測る。埋葬施設は片袖式の横穴式石室で、操山では最大規模であり、西方に開口する。石室内の出土遺物は明らかでない。旭川東岸では古代豪族の上道氏の存在が知られており、本古墳は上道氏との関連性、および上道氏氏寺の1つの幡多廃寺（岡山市中区赤田）への後続性が推測される古墳になる（同様の上道氏関連の後続性として唐人塚古墳・賞田廃寺の例がある）。

## 埋葬施設
埋葬施設としては、片袖式の横穴式石室が構築されている。石室規模は次の通り。
- 石室全長：11.4メートル
- 玄室：長さ4.8メートル、幅2.4メートル
- 羨道：長さ6.4メートル、幅1.7メートル

奥壁は巨石の3段積みによる。吉備の三大巨石墳として知られるこうもり塚古墳（総社市）・箭田大塚古墳（倉敷市）・牟佐大塚古墳（岡山市北区）では奥壁が1段ないし2段積みであることから、本古墳はそれらに先行すると位置づけられ、当時としては有数の大型石室と評価される。

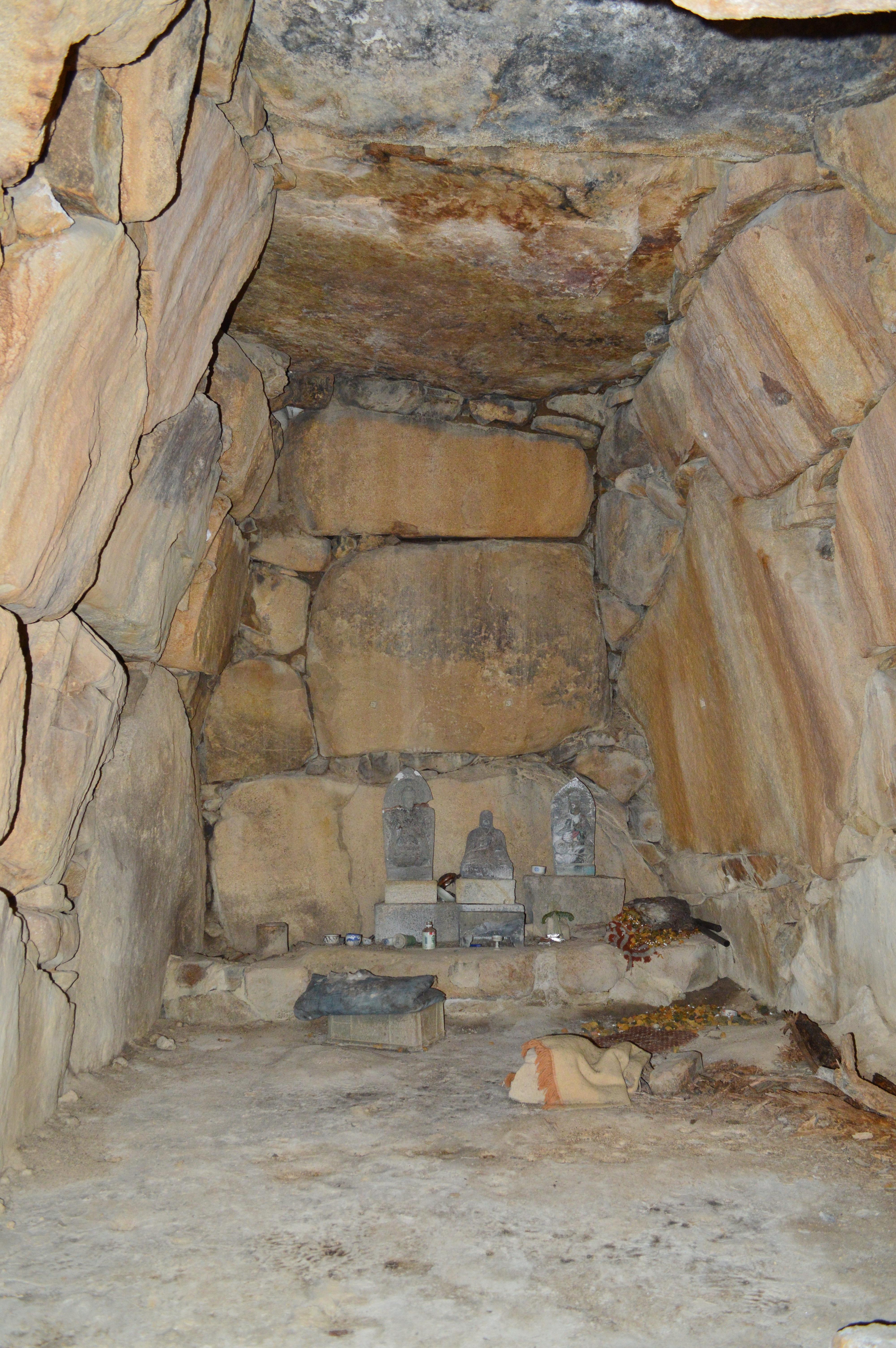
玄室（奥壁側）
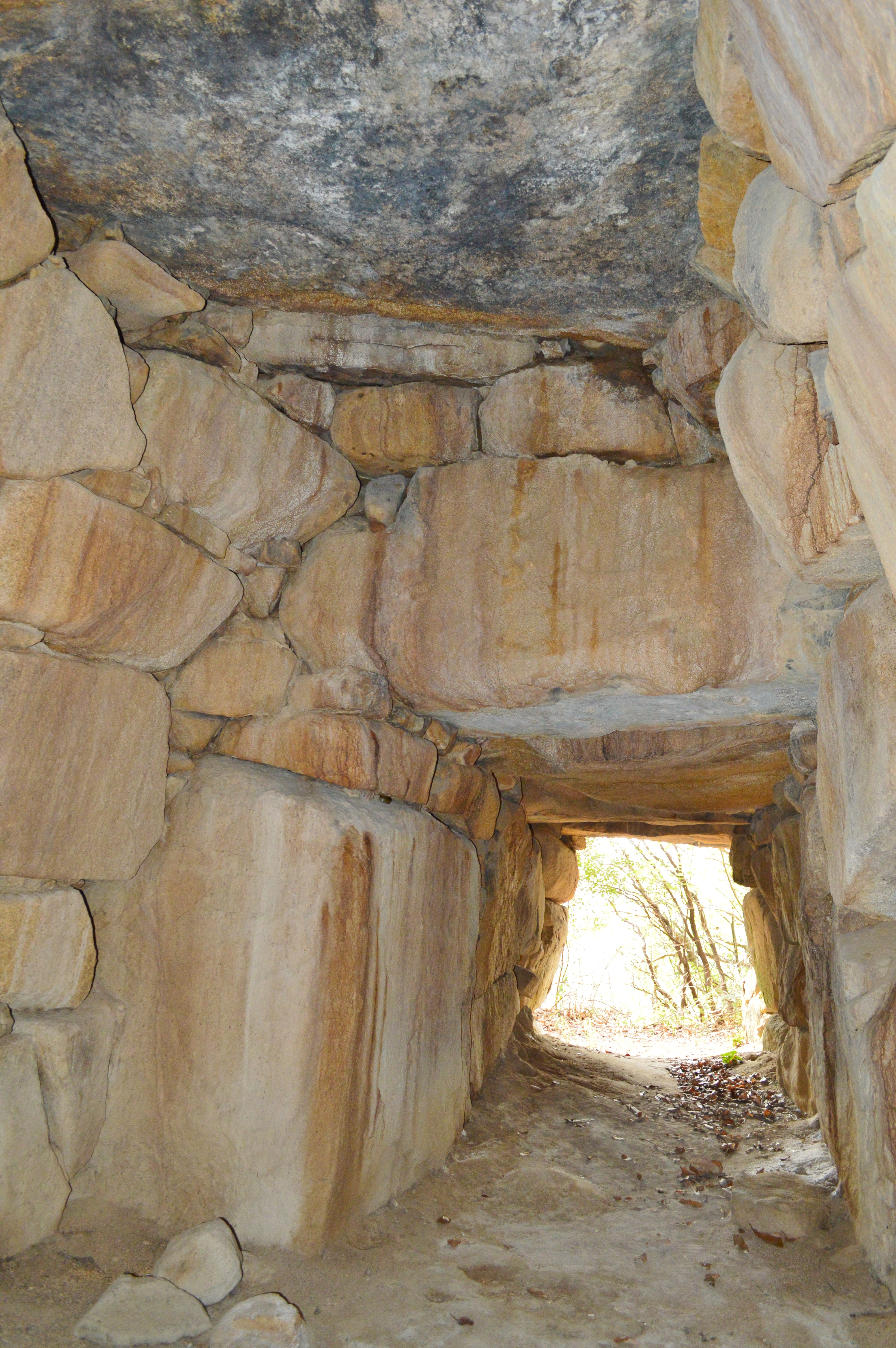
玄室（羨道側）
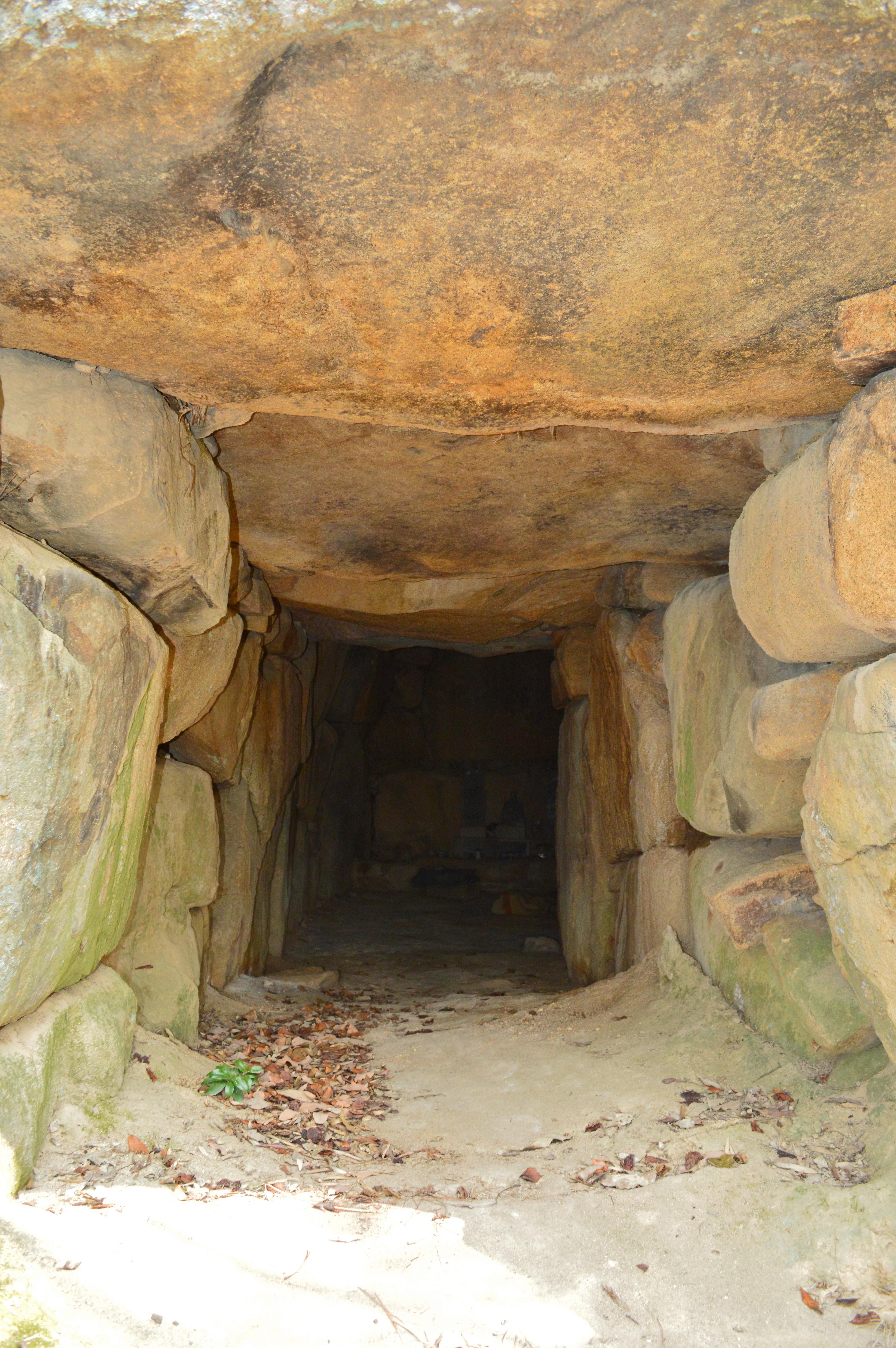
羨道（奥に玄室）